# Navidad criolla
Navidad Criolla con Hugo Blanco es el octavo álbum del artista Hugo Blanco, grabado en 1964 para el Palacio de la Música y el tercero editado para las fiestas de fin de año. Se le considera disco para coleccionistas.[cita requerida]

## Pistas
| Nº  | Canción                                                   | Duración |
| --- | --------------------------------------------------------- | -------- |
| 1.  | "Niño Lindo" Vicente Emilio Sojo                          |          |
| 2.  | "Navidad Caraqueña" Hugo Blanco                           |          |
| 3.  | "Tucusito/Fuego Al Cañón" Domingo Higuera/Oswaldo Oropesa |          |
| 4.  | "Din, Din, Din (La Jornada)" Tradicional                  |          |
| 5.  | "Despertar Navideño" Hugo Blanco                          |          |
| 6.  | "Noche de Paz" Franz Gruber; Joseph Mohr                  |          |
| 7.  | "A Ti Te Cantamos" Ricardo Pérez                          |          |
| 8.  | "Noche Navideña" Hugo Blanco                              |          |
| 9.  | "Jingle Bells" James Pierpont                             |          |
| 10. | "Arpa Navideña" Hugo Blanco                               |          |
| 11. | "Cantemos y Parranda" Tradicional                         |          |
| 12. | "Alegre" Hugo Blanco                                      |          |